# Empress of Ireland
Cet article fait partie d'un « bon thème » labellisé en 2012.
L'Empress of Ireland est un paquebot transatlantique de la Canadian Pacific Steamship Company lancé le 26 janvier 1906 et qui assurait la liaison régulière entre Québec et Liverpool, en Angleterre. Le 29 mai 1914, il fait naufrage dans l'estuaire du Saint-Laurent, près de Rimouski. Avec 1 012 victimes parmi les 1 477 personnes embarquées, il constitue « le plus grand naufrage survenu au Canada » et se classe parmi les plus grands naufrages du début du XXe siècle, avec ceux du Titanic et du Lusitania.

## Histoire

### L'armateur
Les origines de la flotte de navires de la Canadian Pacific Railway (CPR), appelée plus familièrement Canadien Pacifique (CP), remontent à la création de l'entreprise en 1880 et au contrat qui la lie au gouvernement canadien et ratifié par un acte du Parlement en 1881. Ce contrat stipule que la compagnie n'est pas seulement une compagnie de transport par chemin de fer et qu'elle doit aussi incorporer un volet de transport maritime,, en particulier relier le réseau de chemin de fer aux ports canadiens en eau profonde de l'Atlantique.
C'est en 1884 que la Canadian Pacific fait ses premiers pas en tant que transporteur maritime, ses trois premiers navires effectuant le transport des marchandises et des personnes sur le lac Supérieur. Dès 1886, la Canadian Pacific commence ses activités dans le Pacifique, d'abord dans le transport des marchandises, puis dans le transport des personnes, à la suite de l'obtention en 1889 d'un contrat de distribution de la poste britannique entre Halifax et l'Extrême-Orient (Yokohama, Shanghai et Hong Kong). La Canadian Pacific fait alors construire trois paquebots modernes, les Empress d'Asie, qui commencent leurs services en 1891.
En 1903, la Canadian Pacific achète la Beaver Line d'Elder Dempster et se lance dans le lucratif marché du transport des passagers immigrant de l'Europe vers l'Amérique,. L'Allan Line obtient un renouvellement jusqu'en 1906 du contrat de transport du courrier entre le Royaume-Uni et le Canada et fait aussi construire deux nouveaux paquebots modernes et rapides pour sa flotte de l'Atlantique. La Canadian Pacific décide alors d'affronter la compétition de front et commande deux navires capables d'effectuer la traversée à une vitesse de 20 nœuds.

### Le navire

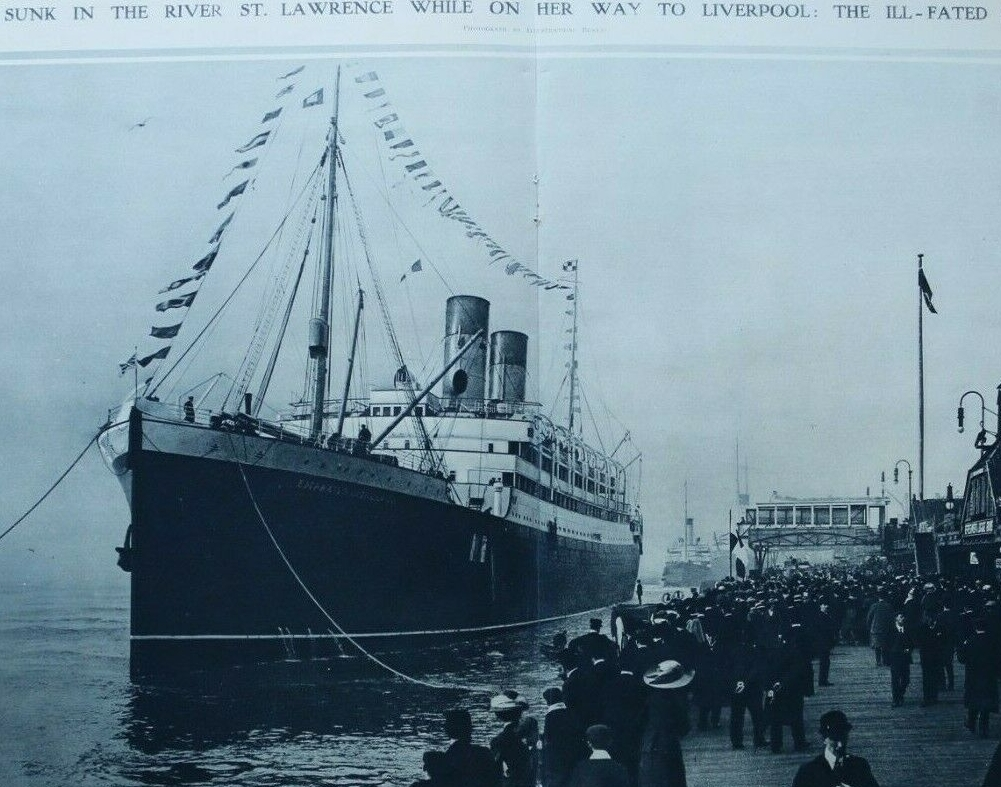
En 1914, le paquebot arrive à Liverpool, Angleterre.

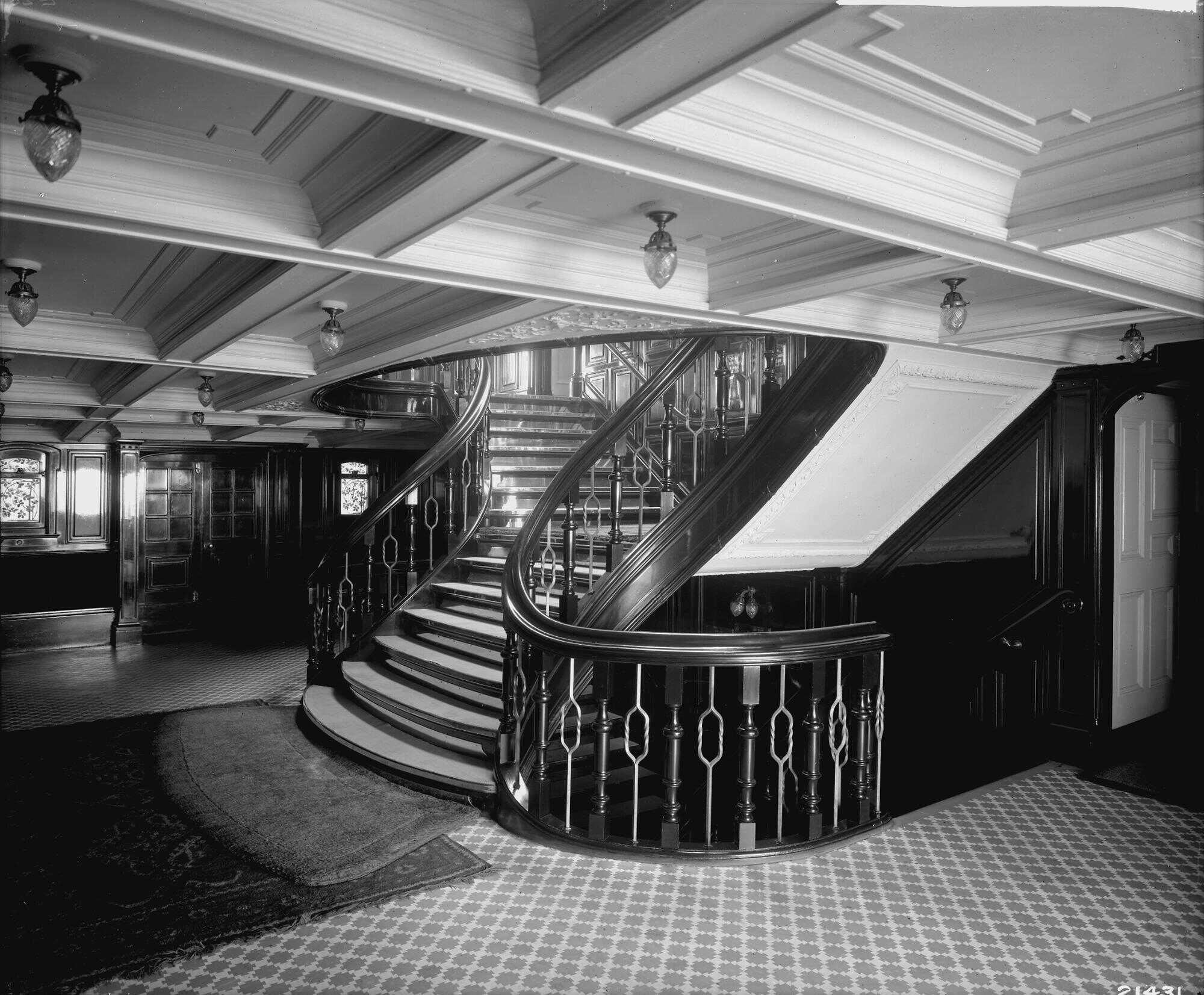
Entrée de la première classe sur le pont inférieur de la promenade. Les escaliers montent à la salle de musique, et descendent à la salle à manger de la première classe.

En 1904, afin de marquer son entrée sur l'Atlantique, la Canadian Pacific Steamship commande deux paquebots jumeaux à la Fairfield Shipbuilding and Engineering Company de Govan, un quartier de Glasgow, situé sur les rives de la Clyde, en Écosse. Ce sont alors, les deux plus grands navires construits par les chantiers maritimes de la Fairfield, dont l'architecte naval est Francis Elgar,.
L’Empress of Britain est lancé le 11 novembre 1905, suivi par l’Empress of Ireland le 27 janvier 1906. Les deux navires font leurs voyages inauguraux à un peu plus d'un mois d'intervalle, durant l'été 1906. Dès les premiers voyages, ils établissent des records de vitesse et deviennent rapidement très populaires auprès du public. L’Empress of Ireland et l’Empress of Britain sont alors les navires les plus grands, les plus confortables et les plus rapides de la flotte canadienne en service sur la liaison avec l'Europe.
Le décor du paquebot est décrit comme spacieux et somptueux. Il est composé de riches boiseries, de foyers, de plantes et de fleurs. Les passagers en première classe bénéficient d'une salle de musique et d'écriture, d'un café, d'une superbe salle à manger et d'une bibliothèque.
L’Empress of Ireland assure la liaison régulière entre la ville de Québec et Liverpool. Puisqu'il est homologué par contrat pour transporter la poste britannique, il porte le préfixe « RMS » (Royal Mail Ship).

## Le naufrage

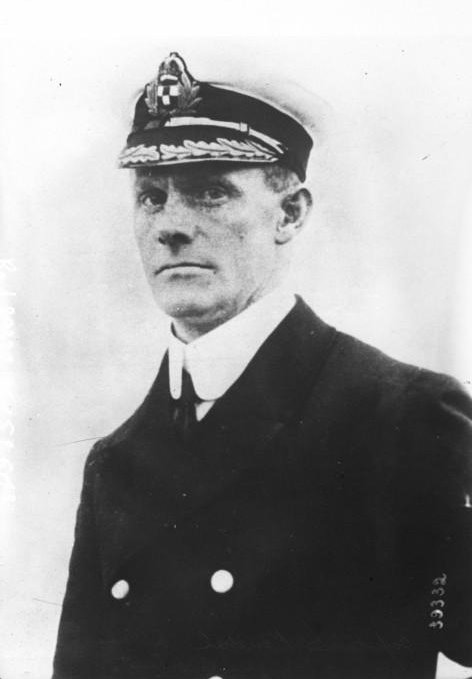
Henry Kendall, capitaine de l’Empress of Ireland.

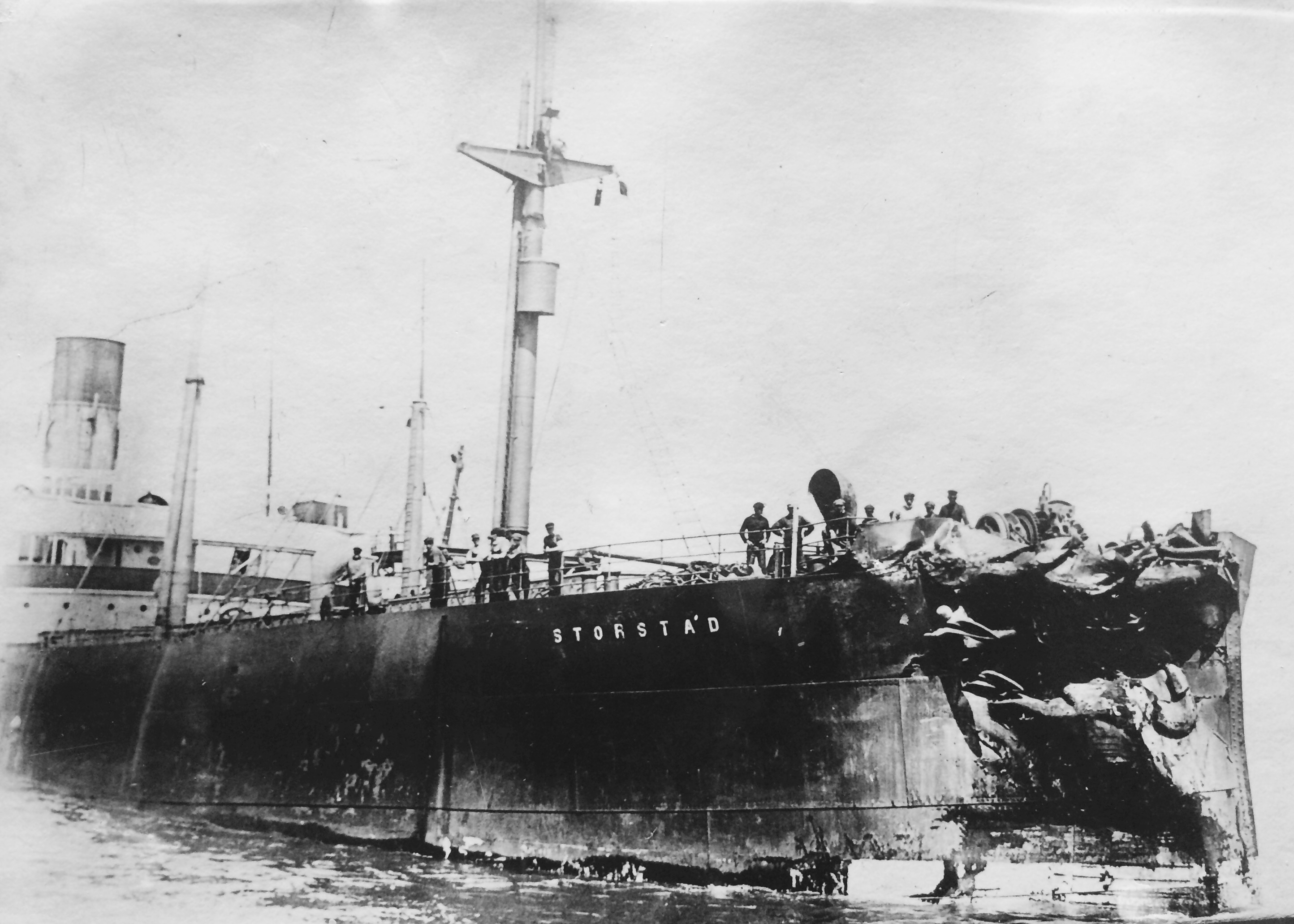
SS Storstad après la collision.

L’Empress of Ireland quitte le port de Québec à 16 h 27 le 28 mai 1914. Le navire, qui en est à sa 192e traversée de l'Atlantique, est commandé pour la première fois au départ de Québec par Henry Kendall et compte à son bord 1 477 personnes dont l'acteur Laurence S. Irving et sa femme l'actrice Mabel Hackney de retour d'une tournée triomphale au Canada, ainsi que 170 membres de l'Armée du salut qui se rendent à un congrès à Londres. Le vendredi 29 mai 1914, dans la nuit, après avoir débarqué son pilote à Pointe-au-Père, il se dirige vers Liverpool en Grande-Bretagne en suivant le fleuve Saint-Laurent, tandis que le Storstad, un charbonnier norvégien, remonte le fleuve à pleine charge en direction de Montréal. Les deux navires serrent la rive droite sur un bief du fleuve par une nuit calme et claire au large de Sainte-Luce, à l'est de Rimouski, là où le fleuve s'évase. Vers 1 h 55 du matin, le commandant Kendall aperçoit depuis la passerelle le Storstad à une distance d'environ 15 km (8 milles) avant que les deux navires ne soient enveloppés par un banc de brume. Lorsqu'il aperçoit les feux de mât du Storstad sorti de l'obscurité sur tribord, il est trop tard. Malgré une manœuvre d'urgence sur tribord pour espérer minimiser l'impact de la collision, l’Empress of Ireland est accidentellement abordé sur son côté tribord entre les deux cheminées par le charbonnier norvégien. Parce qu'il a engagé la marche arrière avant l'abordage et que l’Empress of Ireland avance toujours, le Storstad n'arrive pas à rester dans la brèche et l'eau s'engouffre rapidement dans le paquebot qui gîte sur tribord avant de chavirer. Le navire coule en seulement 14 minutes.

### Bilan des victimes et survivants du naufrage
|                              | Personnes à bord | Victimes | Survivants |
| ---------------------------- | ---------------- | -------- | ---------- |
| Équipage                     | 420              | 172      | 248 (59 %) |
| Passagers                    | 1 057            | 840      | 217 (20 %) |
| — Passagers première classe  | 87               | 51       | 36         |
| — Passagers seconde classe   | 253              | 205      | 48         |
| — Passagers troisième classe | 717              | 584      | 133        |
| Enfants                      | 138              | 134      | 4          |
| Femmes                       | 310              | 269      | 41         |
| Hommes                       | 609              | 437      | 172        |
| Total                        | 1 477            | 1 012    | 465 (31 %) |

La rapidité de ce naufrage, l'impossibilité d'utiliser la majorité des embarcations de sauvetage (le bateau se couche sur son côté tribord dont seulement quelques canots de sauvetage ont pu être utilisés ; seuls 5 à 6 canots au total ont pu être affalés) et la température de l'eau du fleuve Saint-Laurent (0 à 4 °C tout au long de l'année), font que seulement 465 des 1 477 personnes du bord (dont 248 membres d'équipage) survivront. Sur les 1 012 morts, il y a 840 passagers, soit 68,5 % des gens à bord (en tout 8 de plus que le Titanic). Seuls 4 enfants ont survécu.
Le naufrage de l’Empress of Ireland est « le plus grand naufrage survenu au Canada » et fait partie des grandes catastrophes maritimes du début du XXe siècle avec le Titanic en premier lieu et le Lusitania en deuxième.
William Clark (né en 1876) est un mécanicien de l'Empress of Ireland qui survécut au naufrage. Deux ans auparavant il avait déjà survécu au naufrage du Titanic. Il est parfois associé à la légende urbaine de Frank Tower (en), survivant hypothétique de trois naufrages (Empress of Ireland, Titanic et Lusitania).

### Les causes du naufrage
Une récente théorie[réf. nécessaire] avance que le capitaine du Storstad fut induit en erreur par une manœuvre de l’Empress of Ireland juste avant que celui-ci ne disparaisse dans la brume. Il a alors changé de cap pour éviter la collision mais l’Empress of Ireland a par la suite repris son cap originel, se plaçant ainsi sur le trajet du Storstad.

### Les causes techniques de la rapidité du naufrage
Les ingénieurs avaient, à l'époque de la construction de l’Empress, prévu onze compartiments étanches pour laisser le temps aux passagers d'évacuer le navire en cas d'avarie, ce dernier devant rester à flot même si 2 de ces 11 compartiments étaient envahis par l'eau. Les 10 cloisons étanches étaient percées de 24 portes à fermeture manuelle restant ouvertes pour la circulation des passagers et de l'équipage, mais la rapidité avec laquelle le naufrage s'est déroulé a empêché la fermeture de la plupart des portes étanches, causant donc l'inondation de tous les compartiments et la perte du navire.

### Les conséquences

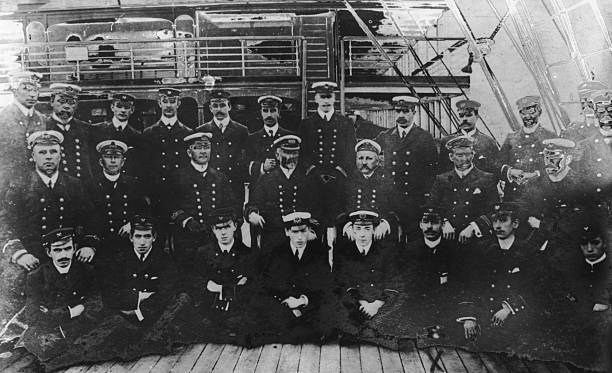
Les officers du RMS Empress of Ireland en 1913.

Le naufrage de l’Empress of Ireland fut, à l'époque, la seconde plus grande tragédie maritime, après celle du Titanic. Ce naufrage a fait moins de victimes que celui du Titanic (1 491 morts sur 2 201 personnes à bord) ou du Lusitania (1 198 morts sur 1 962 personnes à bord). Cependant, la proportion du nombre de passagers décédés (par rapport au nombre de passagers total) est de loin supérieure à celui du Titanic.
Le 16 juin 1914, une commission royale d'enquête fut instituée à Québec, présidée par John Charles Bigham (Lord Mersey), le même magistrat qui avait dirigé les travaux de la commission d'enquête britannique sur le naufrage du Titanic. La commission devait déterminer à quel navire revenait la responsabilité du naufrage et les raisons pour lesquelles l’Empress of Ireland coula si rapidement. Des semaines de témoignages et des milliers de questions ne parvinrent pas à démontrer de façon claire et nette la responsabilité du drame, mais l'officier de quart du Storstad, Alfred Toftenes, fut blâmé parce qu'il avait tardé à appeler son capitaine par temps de brume et ordonné de virer dans le brouillard. Cependant, une enquête sommaire menée par les Norvégiens, tenue à huis clos et qui n'entendit aucun témoin de l'Empress, libéra le Storstad de toute responsabilité, blâmant plutôt le capitaine Henry Kendall, de l’Empress of Ireland, pour violation des règles de navigation en ne croisant pas l'autre navire bâbord / bâbord. La Canadian Pacific Railway Company obtint de la Cour la saisie du Storstad, comme caution en réparations. Le montant total des réclamations a été fixé à 2 000 000 $. A.F. Klaveness, propriétaire du Storstad étant incapable de payer, le navire fut vendu à l'encan pour 175 000 $.
Le type de bâtiment, son naufrage, l'époque où il survint, et le nombre élevé de victimes, rendent la comparaison avec l'accident du Titanic, presque inévitable mais l'absence de passagers prestigieux (à l'exception de Laurence S. Irving) dans ce paquebot de seconde catégorie et l'attentat de Sarajevo du 28 juin, élément déclencheur de la Première Guerre mondiale (le Canada entre en guerre contre l'Allemagne le 5 août), ont rapidement plongé ce naufrage dans l'oubli.

## Caractéristiques

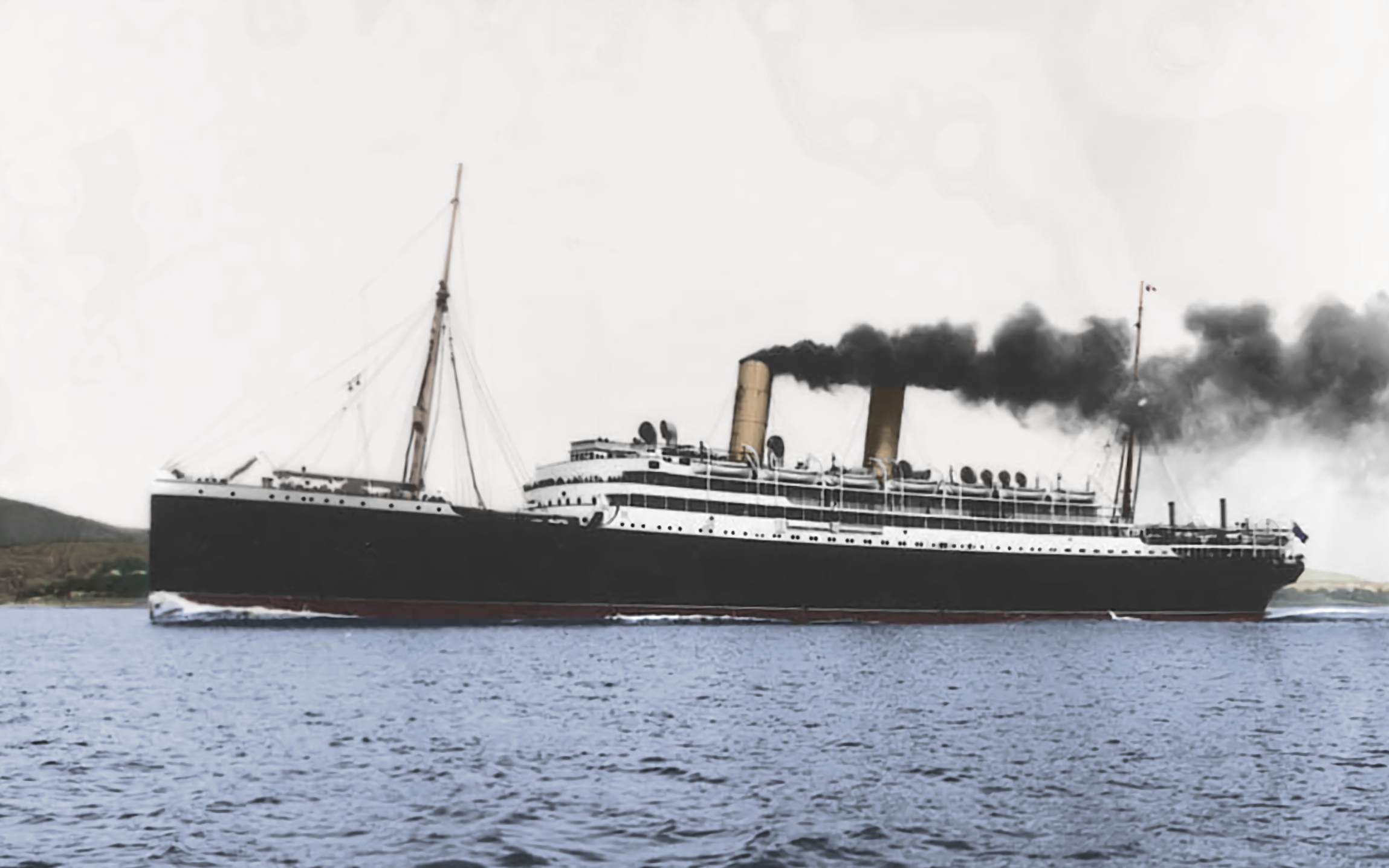
Carte postale de l’Empress of Ireland en mer.

Les paquebots de la classe Empress sont des transatlantiques de taille moyenne qui n'ont rien du gigantisme et du luxe des paquebots qui se concurrençaient sur le marché de New York, mais ils assuraient une traversée confortable aux passagers effectuant le voyage entre la Grande-Bretagne et le Canada. L'aspect extérieur du paquebot respecte le style classique de l'époque : l'avant est droit, la poupe possède une allure elliptique, les deux cheminées sont hautes et inclinées avec une base dans les tons de beige et la partie supérieure noire. Leurs dimensions sont de 173 mètres de long par 20 mètres de large, ils jaugent un peu plus de 14 000 tonnes et ont un tirant d'eau de 8 mètres . Ils comptent sept ponts dont les quatre premiers, construits en acier, sont situés à l'intérieur de la coque, le pont le plus élevé étant à 14 mètres au-dessus de la ligne de flottaison.
Ils sont mus par deux moteurs à vapeur à quadruple expansion. Les deux hélices en bronze qui équipent le navire ont un poids de 25 tonnes et un diamètre de 6,3 mètres. Quatre pales sont vissées à chaque hélice et sont retenus au moyeu central par un système de gougeons et 56 écrous. Ces hélices tournaient à 81 tr/min, dans un sens opposé l'une de l'autre pour produire la force de propulsion permettant au paquebot d'atteindre sa vitesse maximale soit 20 nœuds (37 km/h) en haute mer.
La salle des machines de l’Empress of Ireland était immense, « comparable à l'espace occupé par une église paroissiale », deux chambres de chauffe de 53 mètres de long abritaient neuf chaudières cylindriques derrière lesquelles se trouvait la salle des machines et les deux moteurs à quadruple expansion.
Pour produire la vapeur nécessaire à la traversée entre Québec et Liverpool, l’Empress of Ireland avait besoin de 2 600 tonnes de charbon que ses fournaises engloutissaient au rythme de 250 kg à la minute. Le combustible était contenu dans six grandes soutes à charbon, deux soutes qui traversaient de part en part la chambre de chauffe (cinquante-trois mètres de long par quatre mètres de large) et contenant chacune 900 tonnes de charbon, et quatre autres soutes situées en travers le long des cloisons à chaque bout des chaufferies qui contenaient le reste du combustible soit 800 tonnes.

## L'épave

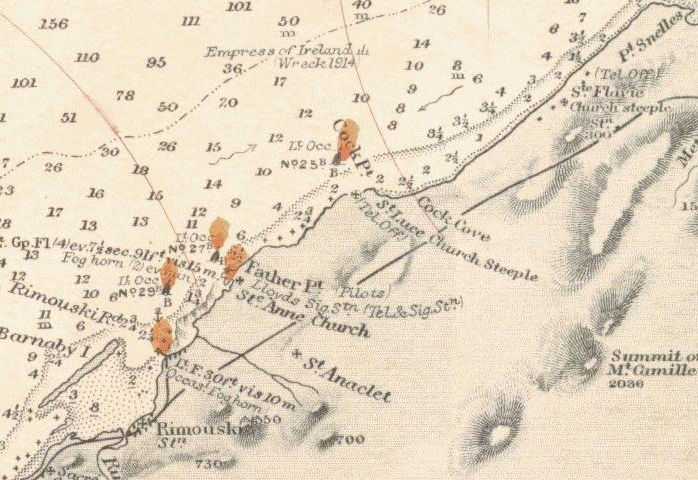
Carte marine montrant l'emplacement de l'épave de l’Empress of Ireland.

### Tentative de récupération du navire
Dans les jours qui suivent la catastrophe, des canots retournent sur le fleuve et ramènent les corps de naufragés. L'épave est facile à repérer, des débris sont visibles à la surface de l'eau et une bouée est installée pour indiquer la position du navire.
La Canadian Pacific envoie une équipe de scaphandriers sur le site du naufrage pour examiner la possibilité de renflouer le navire. Finalement les deux options examinées, soit celle d'insuffler de l'air comprimé dans le navire ou celle plus plausible consistant à introduire des réservoirs étanches dans les cales du navire s'avèrent impraticables. La Canadian Pacific se résout alors à percer la coque du navire au moyen d'explosifs afin de récupérer les sacs de courrier et deux cents lingots d'argent dont la valeur est estimée à 1 099 000 $CAD à l'époque. Les scaphandriers cessent leurs plongées en septembre 1914.
Pendant quelque temps, le naufrage de l’Empress of Ireland est régulièrement mentionné dans les journaux, mais le sujet est rapidement écarté de l'actualité, éclipsé par le déclenchement de la Première Guerre mondiale au cours de l'été 1914.

### L'épave est retrouvée
L'épave de l’Empress of Ireland gît à 42 mètres de profondeur, inclinée sur son flanc tribord, à 7 Kilomètres au large de Sainte-Luce (Québec) près de Rimouski.
Compte tenu de la relative facilité d'accès à l'épave, un grand nombre de plongées s'effectuent sur cette dernière après sa redécouverte en 1964. Dans les trente années qui suivirent, des milliers d'artefacts sont prélevés du navire. Cette découverte fut le temps déclencheur pour instaurer la Loi du Receveur d'épaves du Canada qui régit depuis les découvertes d'épaves que l'on nomme biens culturels.

### L'épave est protégée et reconnue

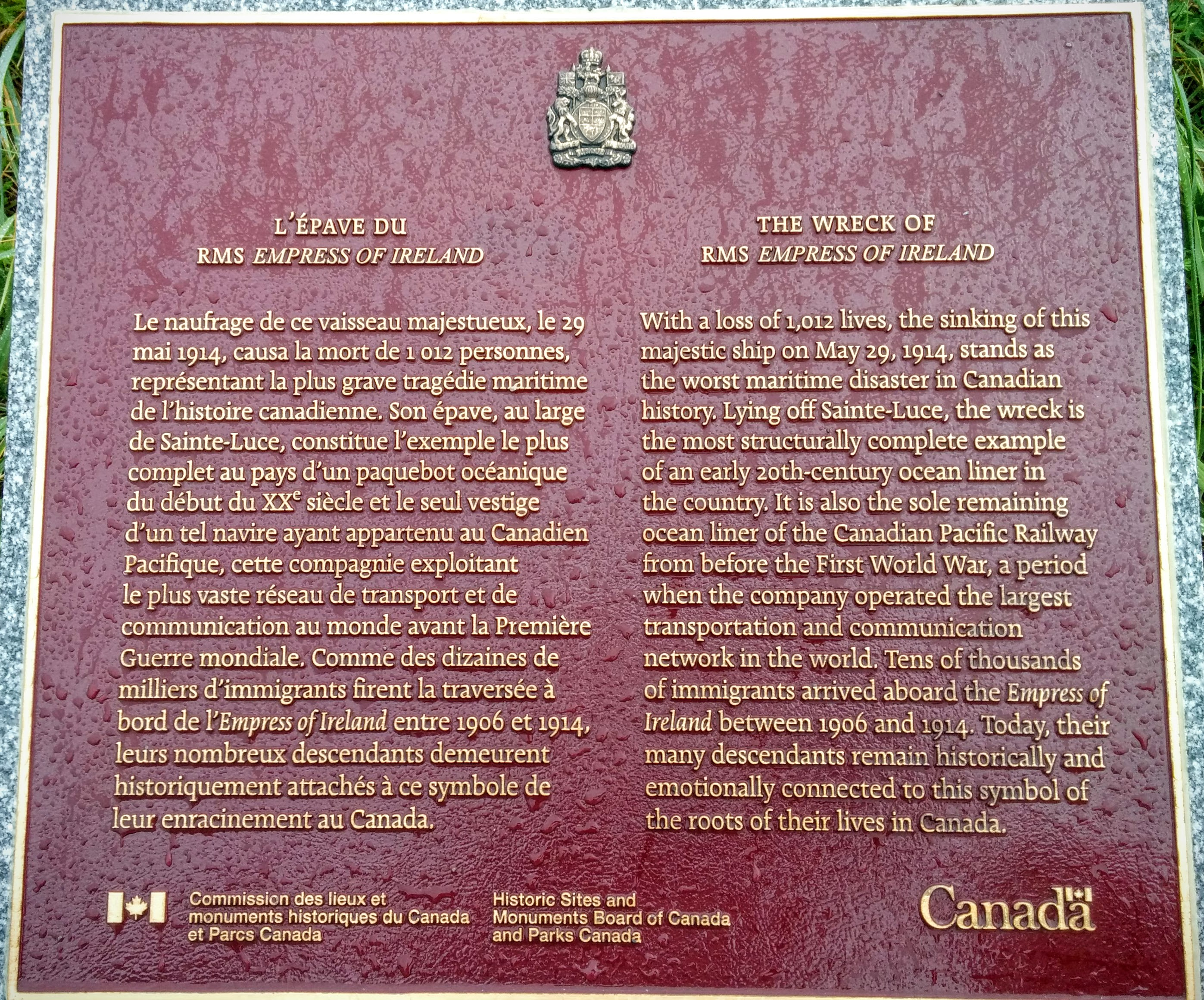
Plaque commémorative de la Commission des lieux et monuments historiques du Canada.

Vers la fin des années 1990, la menace d'une exploitation commerciale qui aurait eu comme répercussion de détruire une partie de l’épave rend ce danger encore plus réel. Une coalition régionale visant la sauvegarde de l'Empress of Ireland demande alors au ministère de la Culture et des Communications du Québec le classement et la protection du site,. Le 29 avril 1998, la ministre de la Culture et des Communications, Louise Beaudoin, émet un avis d'intention de classement de l'épave à titre de bien culturel. Cet avis d'intention fait en sorte que l'épave est protégée selon la Loi sur les biens culturels et que personne ne peut désormais l'altérer.
Un an plus tard, le ministère répond aux attentes de la population et l'épave de l’Empress of Ireland est classée bien historique et archéologique le 15 avril 1999. C'est le premier bien culturel subaquatique du Québec à recevoir un tel statut de protection. Une loi fédérale s'applique aussi pour assurer la protection et la sauvegarde de l'épave, la Loi sur la marine marchande du Canada (partie VI, article 436). Cette loi dispose que « quiconque prend possession d'une épave dans les limites du Canada, y compris les eaux canadiennes, doit la remettre au receveur d'épaves le plus tôt possible… »,
L'importance et la valeur patrimoniale de l'épave sont aussi reconnues le 20 avril 2009 selon la Loi sur les lieux historiques nationaux et le lieu historique national est désigné sous le nom de « Lieu historique national du Canada de l'Épave-du-RMS-Empress of Ireland ». La valeur patrimoniale de l'épave est liée au fait qu'il s'agit de l'un des derniers vestiges existant au Canada rappelant l'époque des grands paquebots du début du XXe siècle, l'arrivée massive d'immigrants européens et l'histoire du Canadien Pacifique qui « exploitait le réseau de transport et de communication le plus vaste au monde ». En 2014, une plaque commémorative est installée à Sainte-Luce.

### Règles de plongée sur l'épave
Une bouée d'information a été installée par la Garde côtière canadienne au-dessus de l'épave, afin d'indiquer qu'il s'agit d'un bien historique protégé. Des plongeurs expérimentés peuvent encore s'y rendre, mais ils doivent maintenant respecter des conditions d'accès très strictes. En premier lieu, ils doivent s'inscrire auprès de la Société des récifs artificiels de l'Estuaire du Québec (RAEQ) avant de se rendre sur l'épave. L'utilisation de l'une des trois bouées d'amarrage privées installées sur le site de l'épave est obligatoire, celles-ci sont retirées en octobre. Évidemment, tout prélèvement et déplacement d'objet, ainsi que toute action pouvant altérer l'épave sont interdits depuis le classement de l'épave à titre de « bien culturel du Québec ».

## Le souvenir de l'Empress of Ireland

### Momuments aux naufragés
Le souvenir du naufrage de l'Empress of Ireland est bien présent aujourd'hui. Peu après le naufrage, la Canadian Pacific Railway Company fait ériger à Pointe-au-Père un monument dédié à la mémoire de quatre-vingt-huit passagers dont les corps furent repêchés dans les jours qui ont suivi la tragédie, et elle fait aussi construire un autre monumentl au cimetière Saint-Germain de Rimouski pour rappeler le souvenir de sept passagers ayant perdu la vie lors du naufrage.

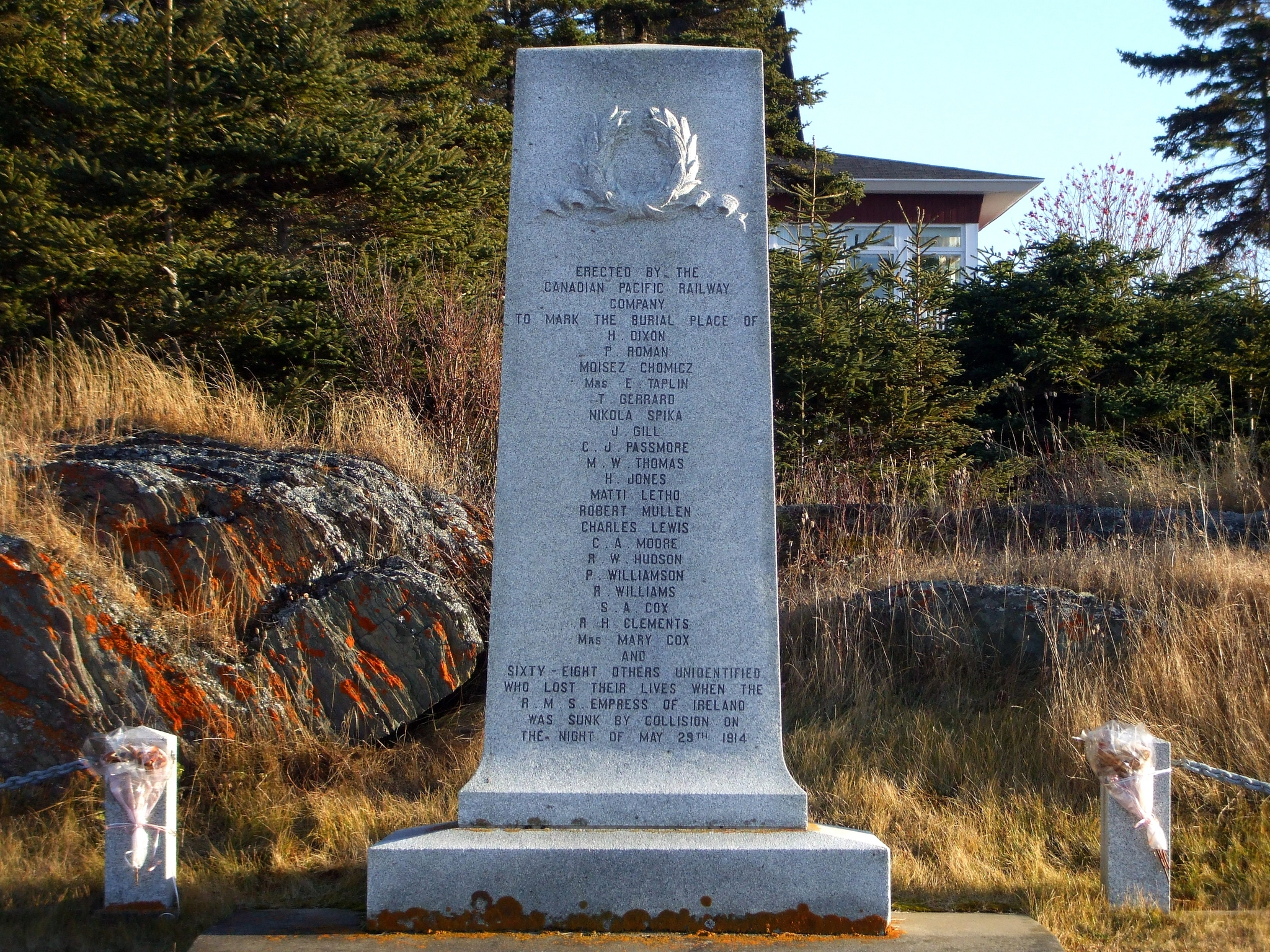
Monument érigé par la Canadian Pacific à Pointe-au-Père, où sont enterrés 88 corps dont 20 identifiés et 68 non identifiés.
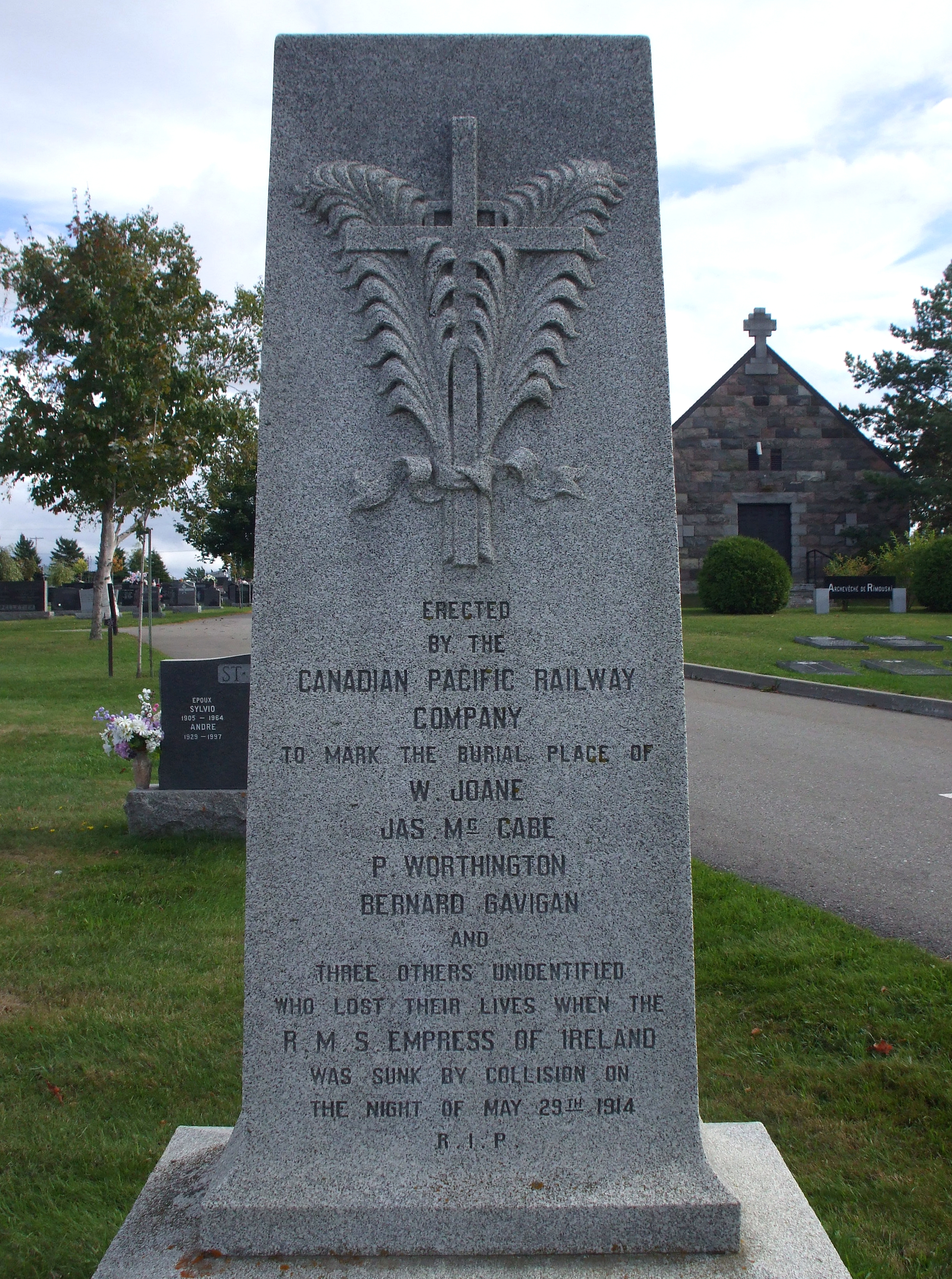
Monument au cimetière Saint-Germain de Rimouski.
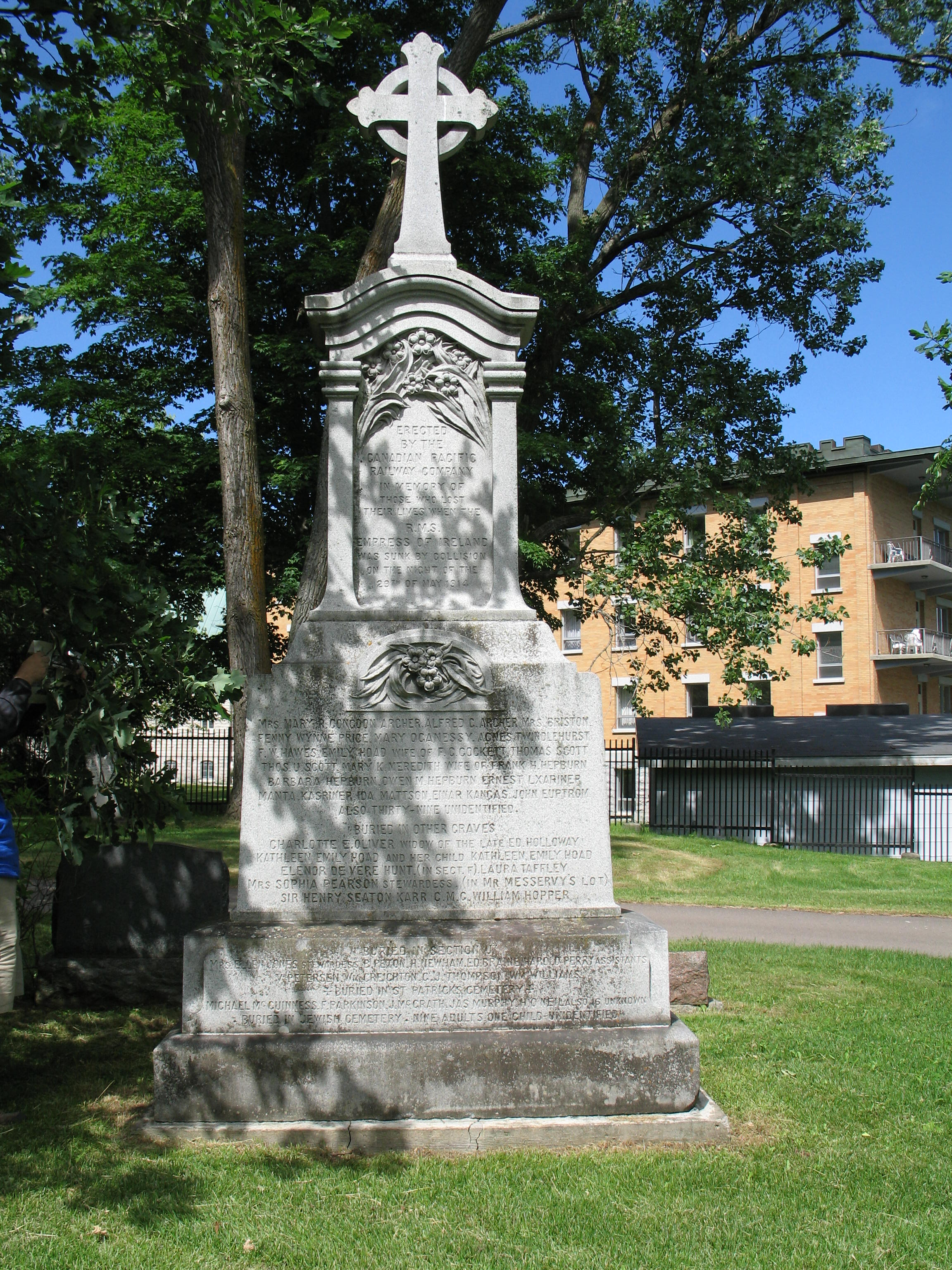
Monument au cimetière Mount Hermon, à Québec.
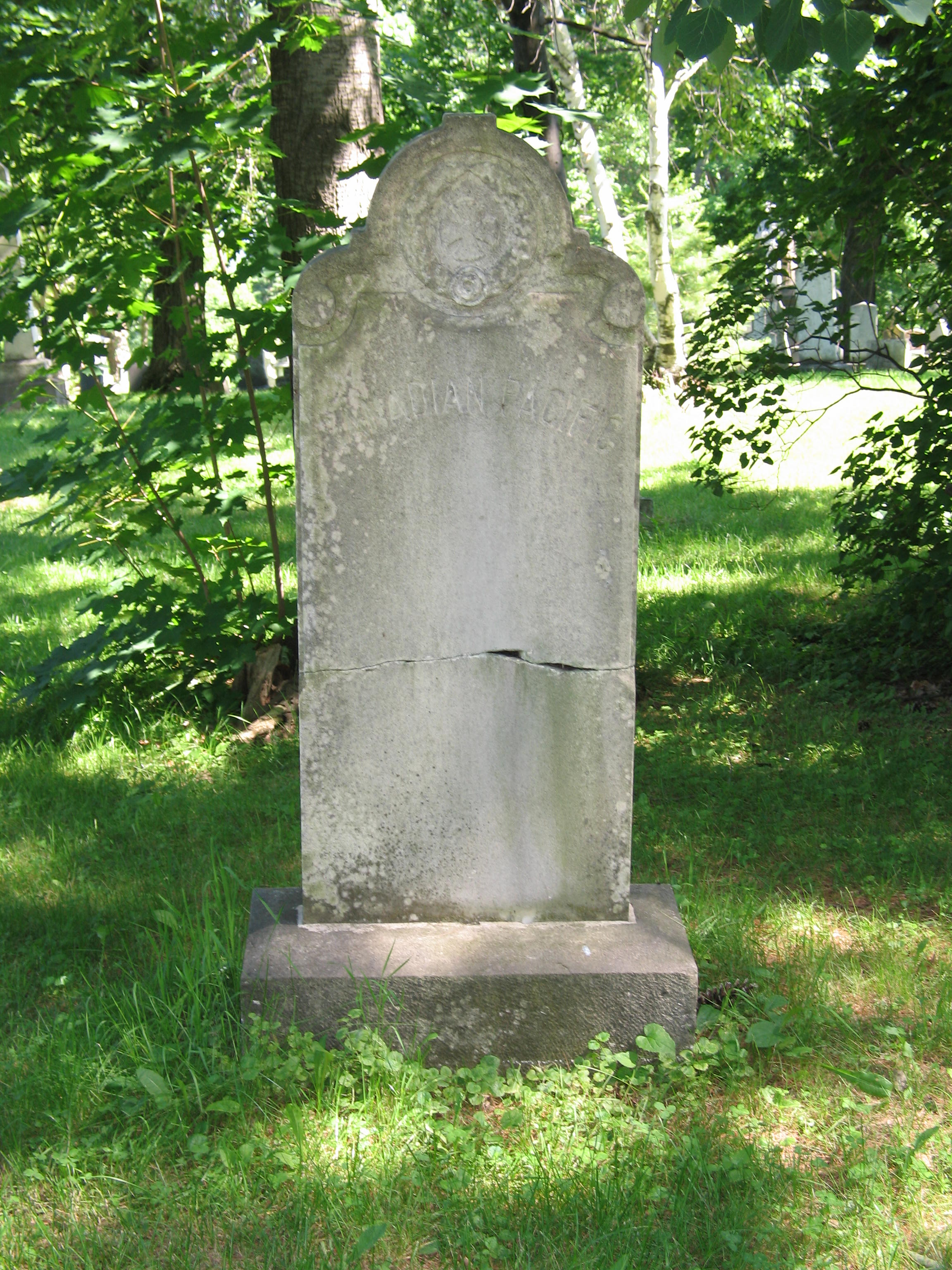
Fosse commune de victimes anonymes au cimetière Mount Hermon à Québec.

### L’Empress of Irelandet les musées
En 2000, le pavillon Empress of Ireland est inauguré sur le Site historique maritime de la Pointe-au-Père (SHMP), un musée situé à Rimouski. On y présente la collection d'artefacts appartenant au musée et prélevés sur l’épave du navire avant qu'il ne soit classé en 1999, ainsi qu'un film, Le dernier voyage, qui raconte les derniers moments du transatlantique dans la nuit du naufrage. En 2014, le musée commémora le 100e anniversaire du naufrage de l’Empress of Ireland par le biais de différents événements, en la présence de nombreux descendants des rescapés. Le Hangar 14 est ouvert cette année-là avec une exposition sur « La vie au Québec en 1914 ».
Le musée canadien des civilisations (MCC) présenta une exposition temporaire en 2014 pour célébrer le centenaire du naufrage du transatlantique. Cette exposition fait suite à l'acquisition par le MCC de la plus importante collection privée d'objets liés à l’Empress of Ireland et qui appartenait à Philippe Beaudry, un collectionneur ayant effectué plus de 600 descentes en plongée sur l'épave du navire,. Les discussions entre le musée et le collectionneur se sont avérées difficiles et ont duré plus de deux ans, les deux parties étant en désaccord sur la valeur de la collection désignée « d’intérêt exceptionnel et d’importance nationale par la Commission canadienne d’examen des exportations de biens culturels » et évaluée à 3 millions de dollars,.

### Documentaire sur l’Empress of Ireland
L’Empress of Ireland a fait l'objet de quelques documentaires, en particulier un reportage du magazine télévisuel français Thalassa, tourné en 2010, et traitant du naufrage du paquebot, des plongeurs qui ont visité l'épave de la collection d'objets du Site historique maritime de la Pointe-au-Père.
En 2013, le réalisateur canadien Alain Vézina réalise un documentaire sur la tragédie intitulé Sombré dans l'oubli : l'histoire de l'Empress of Ireland.

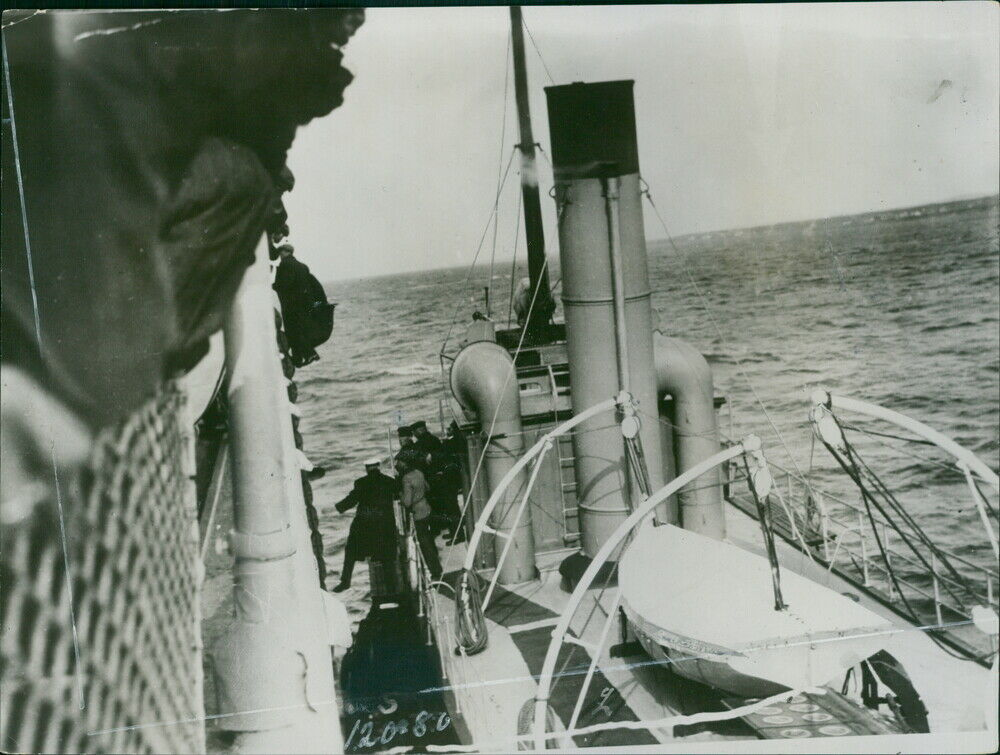
Pilote du Saint-Laurent sur l'Eureka, prêt à monter à bord de l'Empress of Ireland.

### Découverte d'un film des survivants de l'Empress
- En 2020, plus de cent ans plus tard, des historiens du Québec ont fait l'achat de vieilles bobines de films à Londres en Angleterre.

Dans l'une d'elles des images des survivants, dont la petite Florence Barbeau et son sauveur Robert Crellin. De même on y voit le navire Lady Grey qui a participé au sauvetage en mai 1914 .
- Un second film avec plus d'historique et de prise de vue par Radio Canada [26].

- Ici trois documentaires dont un de 1964 des témoins racontent les faits vécus au quai de Rimouski-est, à la suite du naufrage [27].